# Luise von Finckh
Luise von Finckh (* 22. März 1994 in Berlin) ist eine deutsche Schauspielerin.

## Leben und Karriere
Luise von Finckh absolvierte von 2013 bis 2016 ein Studium der Kommunikations- und Kulturwissenschaften an der Zeppelin Universität in Friedrichshafen. 2016 und 2017 nahm sie am Seminar „Filmschauspiel für junge Talente“ der Filmuniversität Babelsberg teil sowie 2018 an einem Workshop bei Jack Waltzer (The Actors Studio) in Paris.
Erste Schauspielerfahrungen machte sie im Alter von zehn Jahren im Musical Les Misérables im Theater des Westens.
2005 spielte sie dort die kleine Cosette. Von Januar bis Juli 2007 wirkte sie bei der Kinder- und Jugendserie Schloss Einstein als Rosi mit. Es folgten die Besetzung als Lotte im ARD-Fernsehfilm Rindvieh à la Carte im Jahr 2010 und 2011 als Luise im Märchenfilm Die zertanzten Schuhe.
Im Sommer 2012 spielte sie zunächst die französische Austauschschülerin Claire Latour in der Serie Gute Zeiten, schlechte Zeiten, wo sie ab Herbst 2016 die Hauptrolle der Jule Vogt übernahm. 2015 war sie in Fack ju Göhte 2 als Charlotte zu sehen. 2021 spielte sie in der Comedy-Fernsehserie Browser Ballett die idealistisch-naive Late-Night-Moderatorin Luise Stark zusammen mit Schlecky Silberstein, Redaktionsleiterin Anna und Senderchef Sender.

## Filmografie
- 2007: Schloss Einstein (Fernsehserie)
- 2011: Die zertanzten Schuhe
- 2011: Rindvieh à la Carte (Fernsehfilm)
- 2012: Gute Zeiten, schlechte Zeiten (Fernsehserie)
- 2015: Fack ju Göhte 2
- 2016: SOKO München – Die rote Bank (Fernsehserie)
- 2016: Nie mehr wie es war (Regie: Johannes Fabrick)
- 2016: Wann endlich küsst Du mich? (Regie: Julia Ziesche)
- 2016–2017, 2018: Gute Zeiten, schlechte Zeiten (Fernsehserie)
- 2017: Ein starkes Team – Familienbande (Fernsehreihe)
- 2018: Der Lehrer (Fernsehserie)
- 2018: Die Galoschen des Glücks
- 2019: In aller Freundschaft – Die jungen Ärzte – Gemeinsam stark
- 2019: Kommissarin Lucas – Polly (Fernsehreihe)
- 2019: Das vergessene Dorf
- seit 2019: Vienna Blood (Fernsehreihe)
- 2020: Bettys Diagnose – Die beste Freundin (Fernsehserie)
- 2020–2021: Blutige Anfänger (Fernsehserie)
- 2020: Deutschland 89 (Fernsehserie)
- 2021: Browser Ballett – Satire in Serie (Fernsehserie)
- 2022: Das Begräbnis (Impro-Fernsehserie)
- 2022: Kalt (Fernsehfilm)
- 2023: Bonn – Alte Freunde, neue Feinde (Fernsehserie)
- 2023: Schlafende Hunde (Netflix Kurzserie)[5]
- 2023: Das Fest der Liebe (Impro-Fernsehserie)
- 2023: Ich bin! Margot Friedländer (Dokudrama)[6]
- 2024: Bauchgefühl (Fernsehserie)
- 2024: Kanzlei Liebling Kreuzberg
- 2025: Ohne jede Spur – Der Fall der Nathalie B. (Fernsehfilm)